# Neuroserica fulvescens
Neuroserica fulvescens är en skalbaggsart som beskrevs av Blanchard 1850. Neuroserica fulvescens ingår i släktet Neuroserica och familjen Melolonthidae. Inga underarter finns listade i Catalogue of Life.